# Cantonul Grignan
Cantonul Grignan este un canton din arondismentul Nyons, departamentul Drôme, regiunea Rhône-Alpes, Franța.

## Comune
- Chamaret
- Chantemerle-lès-Grignan
- Colonzelle
- Grignan (reședință)
- Montbrison-sur-Lez
- Montjoyer
- Le Pègue
- Réauville
- Roussas
- Rousset-les-Vignes
- Saint-Pantaléon-les-Vignes
- Salles-sous-Bois
- Taulignan
- Valaurie